# Rhamdella cainguae
Rhamdella cainguae és una espècie de peix de la família dels heptaptèrids i de l'ordre dels siluriformes.

## Morfologia
Els mascles poden assolir els 15,8 cm de llargària total.

## Distribució geogràfica
Es troba a Sud-amèrica: Arroyo Cuña-Pirú (conca del riu Paranà, Argentina).